# Stockslyckekyrkan
Stockslyckekyrkan är en kyrkobyggnad i stadsdelen Stockslycke i Alingsås. Den tillhör Alingsås församling i Skara stift.

## Kyrkobyggnaden
Kyrkan, som är ritad av Rolf Bergh, uppfördes 1977 och består av både kyrksal och församlingslokaler. Exteriören är traditionell och klädd i rödfärgad lockpanel med ett brant sadeltak med tjärad brädtäckning. Församlingshemmet skjuter ut i form av två låga flyglar. Klockstapel av trä.
Interiört medförde en omfattande ombyggnad 1994 en fullständig förändring av kyrkorummet, genom att man byggde till ett separat kor och skapade ett kyrktorg med vikväggar mot kyrkorummet. Kvar är altarväggens kyrkfönster och ett dopfönster av Uno Lindberg, vilka dock har en mindre markerad plats än tidigare eftersom koret i samband med ombyggnaden flyttades.

## Orgel
1970 byggde Setterquist & Son Orgelbyggeri en orgel med 3 stämmor och en manual.
Huvudinstrument är en digitalorgel sedan den ursprungliga orgeln från 1970 avyttrades omkring 2002.